# Erythropitta palliceps
Az Erythropitta palliceps a madarak osztályának verébalakúak (Passeriformes) rendjébe és a pittafélék (Pittidae) családjába tartozó faj.

## Rendszerezése
A fajt Friedrich Brüggemann német ornitológus írta le 1876-ban, a Pitta nembe Pitta palliceps  néven. Egyes szervezetek a vöröshasú pitta (Erythropitta erythrogaster) alfajaként sorolják be Erythropitta erythrogaster palliceps néven.

## Előfordulása
Indonéziához tartozó Siau és a Tagulandang szigetein honos. Természetes élőhelyei a szubtrópusi és trópusi síkvidéki és hegyi esőerdők és cserjések, folyók és patakok környékén, valamint ültetvények és másodlagos erdők. Állandó nem vonuló faj.

## Természetvédelmi helyzete
Az elterjedési területe nagyon kicsi, egyedszáma 50-249  példány közötti és csökken. A Természetvédelmi Világszövetség Vörös listáján veszélyeztetett fajként szerepel.